# Андреевка (Богодуховский район)
Андре́евка (укр. Андріївка) — село, Золочевская поселковая община, Богодуховский район, Харьковская область.
Код КОАТУУ — 6322682002. Население по переписи 2001 года составляет 4 (1/3 м/ж) человека.

## Географическое положение
Село Андреевка находится на правом берегу реки Уды, выше по течению на расстоянии в 1 км расположено село Барановка, ниже по течению на расстоянии в 2 км — село Бугаи Вторые, на противоположном берегу — село Снеги.
На расстоянии в 3 км расположена железнодорожная станция Снеги.

## История
- 1680 — дата основания.